# Lacinipolia pallens
Lacinipolia pallens är en fjärilsart som beskrevs av Max Wilhelm Karl Draudt 1924. Lacinipolia pallens ingår i släktet Lacinipolia och familjen nattflyn. Inga underarter finns listade i Catalogue of Life.